# والتر تومسون
والتر تومسون هو سياسي كندي، ولد في 21 ديسمبر 1895 في كندا، وتوفي في 27 أبريل 1964. حزبياً، نشط في الحزب الليبرالي في أونتاريو ‏ والحزب الليبرالي الكندي. وقد انتخب عضو مجلس العموم الكندي.